# Грб Србије
Грб Србије је званични хералдички симбол и један од симбола суверенитета Републике Србије. Препоручен је 17. августа 2004, заједно са другим државним знамењима, а усвојен 19. мајa 2009, када је заменио дотадашњи амблем наслеђен из комунистичког периода. Оба графичка приказа грба Републике Србије из 2004. и 2009. године представљају званични грб Републике Србије. Графички приказ из 2004. користи се још увек у обележјима Војске Србије, министарства одбране Србије, личној карти Србије, пасошу Србије и другим државним органима власти и документима.
На њему су приказани двоглави орао Немањића, који носи мањи црвени штит са крстом и четири огњила, те златни љиљани (кринови), на великом црвеном штиту крунисаном краљевском круном и огрнут у плашт од велике ласице, такође крунисан истом круном. Грб је скоро истоветан грбу Краљевине Србије и представља чин враћања историјског грба Србије.

## Опис

### Прерађен грб
Препоруком Народне скупштине Републике Србије о коришћењу грба, заставе и химне од 17. августа 2004. за грб је поново усвојено решење аустријског хералдичара Ернста Крала из 1882. године. Након усвајања Закона о изгледу и употреби грба, заставе и химне Републике Србије 19. маја 2009, приступило се по први пут у историји, изради Изворника Великог и Малог грба, Изворника заставе и нотног записа химне Републике Србије у циљу усклађивања изгледа грба са одредбама Закона. Израда је поверена српском хералдичару Љубодрагу Грујићу у сарадњи са председником Српског хералдичког друштва „Бели Орао” Драгомиром Ацовићем и стручним члановима комисије. Након завршеног посла, Влада је предлог комисије усвојила у потпуности и донела Уредбу о утврђивању изворника Великог и Малог грба, Изворника заставе и нотног записа химне Републике Србије 11. новембра 2010. године.
Најзначајније промене на прерађеном грбу јесу:
- оцила су добила карактеристични облик ћириличног С;
- пера на орлу су јаснија са мање детаља;
- језик орла је сада у духу српске хералдике;
- златне ресе на павиљону су представљене поцепане;
- круна изнад штита раније је била пресечена на пола, што је симболички лоше за суверенитет државе.

Иако је промењен још 2010 неке државне институције су задржале варијацију старог грба, а многе и даље користе заставу са старим грбом.

### Опис грба
Грб Републике Србије, Велики Грб, сребрни је стилизовани двоглави орао на црвеном штиту полуокруглог облика са круном изнад штита. Главе орла су оивичене са по девет пера и окренута ка спољним странама штита. Кљунови двоглавог белог орла су златне боје и широко разјапљени. Пера на вратовима орла распоређена су по четири реда са седам пера. Крила орла су раширена и заједно са репом и главама формирају крст, а на сваком крилу су четири реда пера са следећим распоредом: у првом реду је седам пера, у другом реду је девет пера (два велика и седам мањих), у трећем реду је седам пера, у четвртом реду је седам пера (четири велика и три мања). Ноге орла су раширене по дијагонали штита, а испод сваке канџе налази се по један кринов цвет златне боје; ноге и канџе орла су златне боје. Пера на ногама су беле боје и има их седам. Реп орла је позициониран у односу на вертикалну осу штита, у три реда је распоређено по седам пера; врхови свих пера на двоглавом белом орлу су заобљени. На грудима двоглавог белог орла налази се мали штит полукружног облика црвене боје подељен белим крстом на четири поља са по једим огњилом у сваком пољу. Огњила су беле боје
окренута ка спољним странама штита. Са крстом представља мото „Ватром ћемо крст бранити”. Круна је позиционирана централно у односу на вертикалну осу штита и глава орлова. Круна је златне боје, украшена са четрдесет белих бисера, осам плавих сафира и два црвена рубина, а на врху круне се налази крст.
Блазони Великог грба и Малог грба Републике Србије:
Велики грб јесте црвени штит на коме је, између два златна крина у подножју, двоглави сребрни орао, златно оружан и истих таквих језика и ногу, са црвеним штитом на грудима на коме је сребрни крст између четири иста таква оцила бридовима окренутих ка вертикалној греди крста. Штит је крунисан златном круном и заогрнут порфиром везеном златом, украшеном златним ресама, увезаном златним гајтаном са истим таквим кићанкама, постављеним хермелином и крунисаним златном круном.
Мали грб јесте црвени штит на коме је, између два златна крина у подножју, двоглави сребрни орао, златно оружан и истих таквих језика и ногу, са црвеним штитом на грудима на коме је сребрни крст између четири иста таква оцила бридовима окренутих ка вертикалној греди крста. Штит је крунисан златном круном.

### Употреба
Садашњи грб Републике Србије се користи од 17. августа 2004, на основу Препоруке о коришћењу грба, застава и химне Републике Србије коју је усвојила Скупштина Србије и Устава којим је озваничено да Србија као самостална држава има грб, заставу и химну. Препоручено је да се користи грб који је утврђен Законом о грбу Краљевине Србије од 16. јуна 1882. године у два нивоа, као Велики грб и као Мали грб.
Парламент је тада усвојио само препоруку јер је још важећим Уставом, у члану 5, предвиђена скоро неизводљива процедура за утврђивање државних симбола која предвиђа расписивање референдума и усвајање резултата двотрећинском парламентарном већином.
У новом Уставу се наводи да се грб Србије користи у два нивоа, као Велики грб и као Мали грб.
Велики грб Републике Србије употребљава се на зградама и у просторијама: Народне скупштине, Председника Републике, Владе, Уставног и Врховног касационог суда, Републичког јавног тужиоца и гувернера Народне банке Србије, као и у њиховим печатима и штамбиљима. Мали грб је планиран за зграде осталих државних органа, покрајинских и локалних, као и јавних служби и у њиховим службеним просторијама. Велики грб се од 2005. године налази и на новчаницама и кованом новцу у издању Народне банке Србије.
Мали грб може да се користи и приликом прослава, свечаности, културних или спортских манифестација које су значајне за Републику Србију, на јавним исправама, униформама, на званичним позивницама и честиткама које користе председници Владе и Скупштине и њихови потпредседници, министри, председници Уставног и Врховног суда Србије, републички јавни тужилац и гувернер Народне банке Србије. Велики и мали грб не смеју да се употребљавају ако су оштећени.

## Историја

### Рана историја
У раној историји симбол са црвеном подлогом на којој стоји часни крст са четири слова „С” (нa ћирилици или четири грчка слова бета) користи Византијска династија Палеолог. Српска традиција симбол повезује са Светим Савом, првим српским архиепископом, коме приписује стварање популарног мотоа „Само слога Србина спашава”, чија скраћеница представља четири слова С. Стварно порекло симбола је из Византије, од грчког слова бета (β) и слогана династије Палеолог: „Цар Царева царује царевима” (грч. βασιλεὺς βασιλέων, βασιλεύων βασιλευόντων).

### Новија историја
Садашњи грб Србије је истоветан грбу краљевине који је почео да се употребљава 1882. године. Тај грб је уредио Стојан Новаковић, који је по први пут поставио мањи грб са крстом и оцилима на груди двоглавог орла. Двоглави орао је од настанка српске државе у свести народа био симбол Српског царства. То је грб изгубљене, али идеалне српске државе, симбол њене државности. Двоглави орао је симбол јединства Божје васељене и земаљске власти, идеалан спој небеског и земаљског. С друге стране, крст са оцилима се спорадично среће у доба пуног процвата српске државе у средњем веку. Тек крајем 16. века почиње да се појављује у разним рукописима, али само као један од хералдичких знакова Србије.

### Грб Кнежевине Србије
Грб Кнежевине Србије из времена поновног оживљавања државности Србије чини штит са четири оцила уоквирен двема гранчицама — маслиновом и храстовом. Код овог грба нема ни круне ни двоглавог орла.
Државни грб постао је крст са оцилима за вријеме кнеза Милоша. Грб Краљевине Србије представља крст на црвеном пољу, са по једним огњилом међу краковима крста окренутим према крсту. Сав грб опасан је зеленим венцем, с десне стране од храстова а са леве од маслинова листа.

### Грб Краљевине Србије
Са прогласом Краљевине Србије промењен је и српски државни грб. Грб је настао према замисли српског историчара, филолога и министра просвете Стојана Новаковића. Новаковићева идеја је била да грб обновљене српске краљевине треба да се заснива на грбу старе, средњовековне Србије, тиме успостављајући симболичку везу и континуитет између старе и нове краљевине.
Грб Краљевине Србије је двоглави бели орао на црвеном штиту с краљевском круном. Врх обе главе двоглавога белог орла стоји круна краљевска; испод сваке панџе по један кринов цвет. На прсима му је грб кнежевине Србије: бели крст на црвеном штиту са по једним огњилом у сваком углу крста.

### Грб Србије за време немачке окупације (1941—1944)
За време немачке окупације централног дела Србије током  током Другог светског рата, у употреби Недићеве Владе народног спаса је био грб чијем се централном делу налазио штит са искривљеним крстом и четири оцила, постављен на груди белог орла са спуштеним крилима и малом круном између глава.

### Грб Социјалистичке Републике Србије
Након завршетка Другог светског рата, нова социјалистичка влада је редизајнирала грб, по угледу на Совјетски Савез и послератну источну Европу. У комунистичкој Југославији, Социјалистичка Република Србија је имала грб са сунцем, точком са зупчаницима и оцилима без крста.
Пшеница је представљала сељаке, а зупчаник на дну је представљао раднике. Црвена звезда на врху је представљала комунизам, сунце са зрацима је представљао ново јутро. Храст је традиционално свето дрво за Србе, па отуда храстово лишће и жирови. Године 1804. и 1941. на црвеној траци славе Први српски устанак и почетак Народноослободилачке борбе против Сила Осовине у Другом светском рату. Идејно решење за грб је дао Ђорђе Андрејевић Кун
На грбу се налазио штит са традиционалним српским симболом, али пошто је социјалистичка влада била секуларна, крст, који је представљао хришћанство, је уклоњен. Социјалистички грб је остао у употреби након распада СФРЈ и уклањања црвене звезде са заставе. У Уставима Србије грб је дефинисан различитим описима.

### Референдум о симболима Републике Србије 1992.
Референдум о симболима Републике Србије одржан је 31. маја 1992. Гласачима су као предлози за грб Републике Србије били предложени штит са четири оцила и двоглави орао са штитом и четири оцила. Први предлог добио је 43,25% гласова, док је друга опција добила 39,91%. Међутим, како је за промену државних симбола била потребна апсолутна већина гласача, грб је остао непромењен.

### Предлог радне групе за државне симболе
Године 2004. приликом промоције предлога новог грба и химне Републике Србије, чланови Радне групе за државна знамења су истакли да свака држава мора да има своја аутентична знамења која на посебан начин изражавају њене основне вредности, државни континуитет и традицију и да је Србија стара европска земља и да старе европске државе имају своје старе, часне и препознатљиве симболе. На основу тога, Радна група је предложила старе симболе Краљевине Србије из 1882. године: грб Краљевине Србије и химну „Боже правде”.
Увођење овог грба представља обнављање грба Краљевине Србије, са ког је грба 1941. скинута круна, која је симбол суверенитета, а затим 1947. скинути и двоглави орао и часни крст, тако да је од старог српског грба на грбу СР Србије остао само штит са четири огњила.
Реакција народа на поновно увођење старог грба је била тројака: већина је била медијски неинформисана, неопредељена и незаинтересована, комунисти, социјалисти, социјалдемократе и либерали били су против овог грба, а конзервативци, монархисти и националисти били су за овај грб.
Поводом питања постављања круне у грб Републике Србије, хералдичар Драгомир Ацовић блиски пријатељ династије Карађорђевић  дао је следеће објашњење грба: „Круна у грбу Србије није знак монархије већ је знак суверенитета јер над круном постоји само Бог. Порфира је такође по традиција ознака суверенитета, док хермелин носи симболику потеклу из средњовековне традиције у којој је хермелин, као животиња која пази на своју чистоћу, коришћена као симбол некорумпиране власти која само таква заслужује да буде власт. У грбу Србије хермелинска постава плашта има функцију да нагласи чистоту и неокаљаност власти. Двоглави орао, део византијске традиције, симбол је симфоније духовног и световног, неба и земље тј. вере и цркве са једне стране и државе као световне димензије са друге.”

## Династичка Хералдика

### Немањићи
Током средњег века, српски владари су у већини случајева користили мотив двоглавог или једноглавог орла. Хералдичка знамења тог доба, углавном су се користила на печатима и манастирским фрескама. Мотив двоглавог орла преузет је од Византије.

### Обреновићи
После обнове Српске државе 1835. године, новим Сретењским уставом одређено је да грб државе садржи мотиве крста са оцилима. Самим тим и династичка обележја су пратила исти пут. Први грб Кнежевског Дома Обреновића садржао је мотив оцила, а поред тога и мотив крунисане змије која опасује црвени штит и датумом 1389 - 1815.
После проглашења Краљевине Србије, династија Обреновић уводи и нови династички грб истоветан претходном, осим што овог пута присутан је и двоглави орао Краљевине Србије. 

### Карађорђевићи
Мајским превратом, и доласком Петра I Карађорђевића на престо, Династија Карађорђевић добија нови Династички грб. Грб је првобитно садржао мотиве грба Краљевине Србије, самим тим што је садржао мото династије као и двоглавог орла који је за разлику од грба Краљевине поседовао две круне.
Након стварања Краљевине СХС, династија Карађорђевић је усвојила нови дворски грб који је садржао и обележја Хрватског и Словеначког народа, самим тим што Словеначки грб није био истоветан оном на грбу Краљевине.

## Галерија
- Печат
 Властимировића 
 (626–969)
- Печат Војислављевића
- Печат Стефана Немање
- Апокрифни Грб
 Велике жупе Рашке 
 (1083—1217)
- Грб Краљевине Србије 1217—1346
- Грб Династије Немањић
- Грб Српског царства 1346—1371
- Фиктивни грб Српског царства, по хералдици Светог римског царства из 1590их година.
- Грб Дејановића 1346—1395
- Грб Зете 1356—1421
- Грб Бранковићеве провинције 1371—1412
- Грб Моравске Србије 1371—1402
- Грб Прилепске провинције 1371—1395
- Грб Српске деспотовине 1402—1459
- Хабзбургшка Србија 1686—1699
- Хабзбургшка Краљевина Србија 1718—1739
- Хабзбуршка Србија 1788—1792
- Револуционарна Србија 1804—1813
- Грб Кнежевине Србије 1835—1882
- Грб Краљевине Србије 1882—1918
- Грб Краљевине СХС 1919—1922
- Грб Краљевине Југославије 1922—1945
- Грб Србије током Другог светског рата
- Грб СР Србије (1947—1990)
и Грб Републике Србије (1990—2004)
- Грб СР Југославије (1993—2003)
Грб Грб Србије и Црне Горе (2003—2006)
- Велики грб Републике Србије (2004—2010)
- Мали грб Републике Србије (2004—2010)
- Штит на грбу Републике Србије (2004—2010)
- Велики грб Републике Србије<[26]
- Мали грб Републике Србије
- Штит на грбу Републике Србије
- Велики грб Србије, осенчен
- Мали грб Србије, осенчен

### Август
- Мићевић И. Тендер за грб и заставу Архивирано на веб-сајту  (4. септембар 2009), Вечерње новости, 20. август 2004.
- Мићевић И: Милиони за знамења Архивирано на веб-сајту  (22. септембар 2009), Вечерње новости, 23. август 2004.
- Стевановић Д, Огњановић Р: Знамење за све Архивирано на веб-сајту  (4. септембар 2009), Вечерње новости, 30. август 2004.
- Устав уместо препоруке о коришћењу симбола Архивирано на веб-сајту  (30. мај 2013), Министарство иностраних послова Републике Србије, Билтен вести, 9. новембар 2006.
- Grb Srbije: Dvoglavi orao menja perje, Вечерње новости, 20. новембар 2010.

### Књиге и научни чланци
- Атлагић, Марко (1997). „Крст са оцилима као хералдички симбол”. Баштина. 8: 149—158.
- Атлагић, Марко (2006). „Допринос Вука Стефановића Караџића помоћним историјским наукама” (PDF). Баштина. 20/2: 363—378.
- Атлагић, Марко (2007). „Дечански полијелеј” (PDF). Баштина. 22: 245—250.
- Атлагић, Марко (2007). „Печати Карађорђеви и његових првака у Првом српском устанку” (PDF). Зборник радова Филозофског факултета у Приштини. 37: 405—412.
- Атлагић, Марко (2009). „Одређивање националних хералдичких симбола на примјеру Срба и Хрвата” (PDF). Зборник радова Филозофског факултета у Приштини. 39: 179—188.
- Ацовић, Драгомир М. (2008). Хералдика и Срби. Београд: Завод за уџбенике.  152135692
- Ивић, Алекса (1910). „Стари српски печати и грбови, прилог српској сфрагистици и хералдици”. Књиге Матице српске. 40. Архивирано из оригинала 28. 03. 2017. г. Приступљено 26. 06. 2017.
- Милићевић, Милић (1995). Грб Србије : развој кроз историју. Београд: Службени гласник.  40943116
- Новаковић, Стојан (1884). Хералдички обичаји код Срба у примени и књижевности. Краљевско-српска државна штампарија.
- Одак, Марина И. (2015). Иконографија и симболика представа на српском средњовековном новцу (PDF). Београд: Филозофски факултет Универзитета у Београду.
- Палавестра, Александар (1998). „О оцилима” (PDF). Гласник Српског хералдичког друштва. Архивирано из оригинала (PDF) 29. 10. 2013. г. Приступљено 26. 06. 2017.
- Палавестра, Александар (2010). Илирски грбовници и други хералдички радови. Београд: Завод за уџбенике; Досије студио.  178966796
- Поповић, Марко (1993—94). „Грбови на јавним здањима Београда (I део)” (PDF). Годишњак Музеја града Београда. XL/XLI. Архивирано из оригинала (PDF) 12. 01. 2021. г. Приступљено 26. 06. 2017.
- Поповић, Марко (1995). „Грбови на јавним здањима Београда (II део)” (PDF). Годишњак Музеја града Београда. XLII. Архивирано из оригинала (PDF) 12. 01. 2021. г. Приступљено 26. 06. 2017.
- Поповић, Марко (1996). „Грбови на јавним здањима Београда (III део)” (PDF). Годишњак Музеја града Београда. XLIII. Архивирано из оригинала (PDF) 25. 11. 2020. г. Приступљено 26. 06. 2017.
- Popović, Milan; Jovanović, Miloš (1979). Državni amblemi i druge javne oznake u SFRJ. Beograd: Privredni pregled.  106579724
- Соловјев, Александар (2000). Историја српског грба и други хералдички радови. Београд: Правни факултет Универзитета у Београду (Досије).  166454791
- Спасић, Душан; Палавестра, Александар; Мрђеновић, Душан (1991). Родословне таблице и грбови српских династија и властеле. Београд: Бата, (Панчево : 6. октобар). ISBN 86-7685-007-0.  26718215